# 호세 루이스 산스

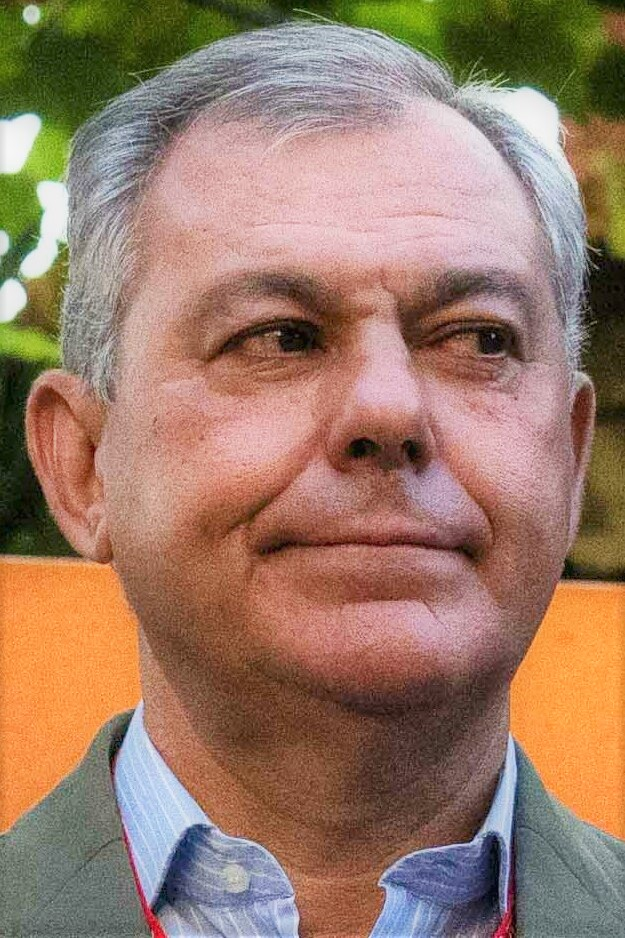
호세 루이스 산스

호세 루이스 산스 (José Luis Sanz Ruiz, 1968년 9월 21일 ~ )는 스페인의 정치인이며, 2007년부터 2021년까지 토마레스 시장을 역임했으며, 2023년부터 세비야의 시장으로 재임중이다.

## 학력
- 세비야 대학교 (Universidad de Sevilla)